# Oasi dell'amore

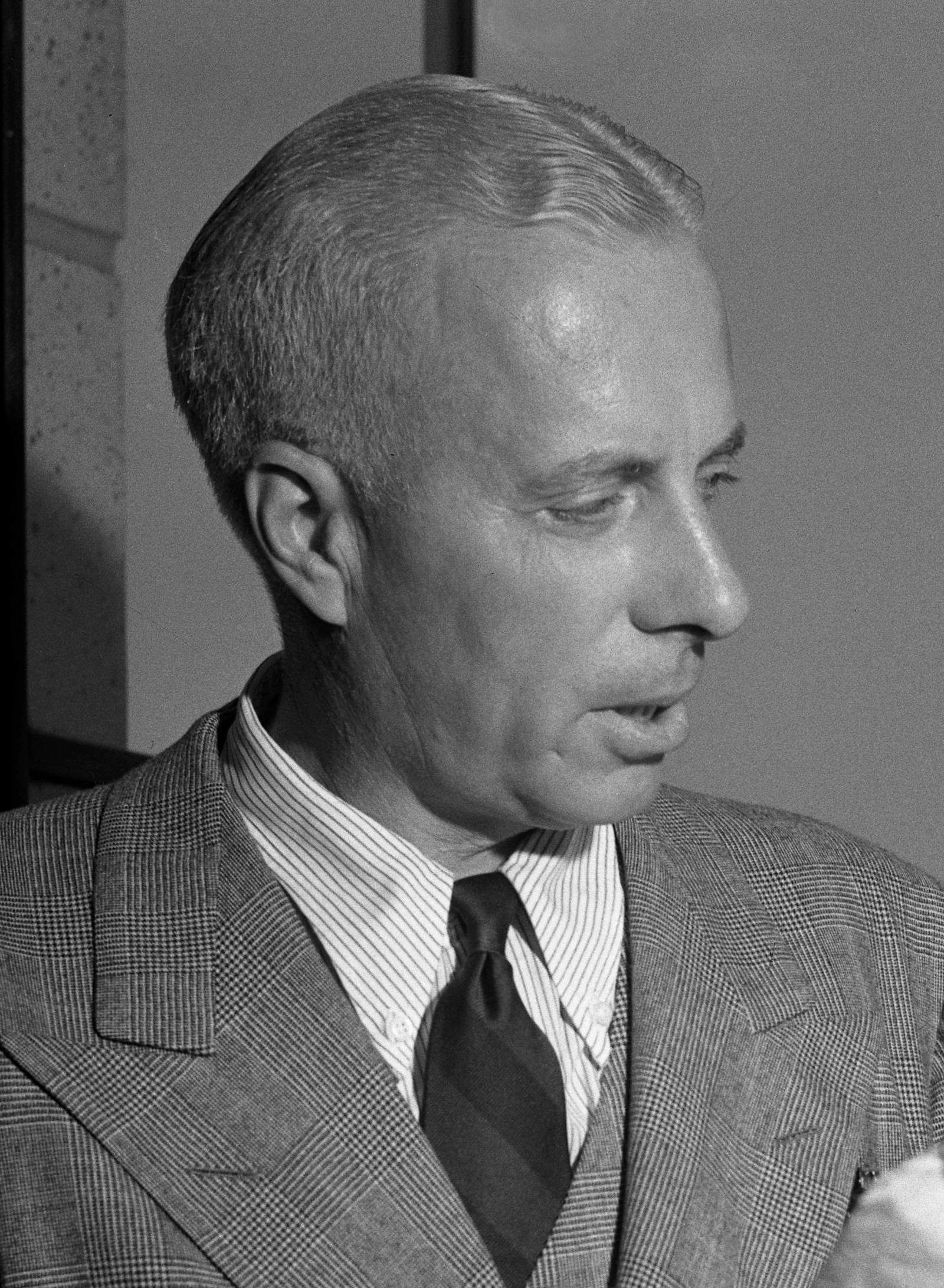
Howard Hawks, regista del film

Oasi dell'amore (Fazil) è un film del 1928 diretto da Howard Hawks.

## Trama
Il principe Fazil sposa Fabienne, una frizzante parigina ma il loro amore entra in crisi quando lei non riesce ad adattarsi alla dura vita del deserto. La donna si ribella e lui la lascia, preferendole il suo adorato deserto. Quando Fazil stabilisce un harem, Fabienne, rosa dalla gelosia, torna da lui e spinge le ragazze dell'harem nel deserto. Una squadra arriva in soccorso di Fabienne e, durante lo scontro, Fazil è mortalmente ferito. Prima di morire, il principe avvelena la moglie.

## Produzione
Il film fu prodotto dalla Fox Film Corporation. Il film fu girato muto con la successiva aggiunta di musiche ed effetti sonori.

## Distribuzione
Distribuito dalla Fox Film Corporation e presentato da William Fox, il film uscì nelle sale cinematografiche statunitensi il 4 giugno 1928.